# Aubel
Aubel ist eine belgische Gemeinde in der wallonischen Provinz Lüttich mit 4252 Einwohnern (Stand 1. Januar 2024) und einer Fläche von 18,83 km².
Zur Gemeinde gehören die Weiler Saint-Jean-Sart (niederländisch Sint Jansrade) und La Clouse (deutsch Klause). Während heute im Aubeler Land fast ausschließlich Französisch gesprochen wird, wurde bis weit ins 20. Jahrhundert hinein ein limburgischer Dialekt gesprochen. Die Gemeinde gehört zum Herver Land und die Umgebung ist landwirtschaftlich geprägt.

## Wirtschaft
Die Gegend um Aubel ist bekannt durch die Produkte ihrer Nahrungsmittelindustrie.
Großschlachtereien, fleischverarbeitenden Betriebe, außerdem durch Käseherstellung, Cidre, Bier, und Apfelkraut (Sirop de Liège). Diese Produkte werden weltweit exportiert und auf dem jeden Sonntag stattfindenden Markt im Ortskern angeboten.

## Tourismus
- Der sonntägliche Markt.
- Die Abtei Val Dieu (Gottestal) mit eigener Brauerei.
- Les Concerts du Printemps (jährlicher Konzertzyklus in Val Dieu).
- Die Streuobstwiesen, welche das weite Tal beherrschen.

## Persönlichkeiten
- Simon Peter Ernst (1744–1817), katholischer Ordensgeistlicher und Geschichtsschreiber
- Daniel Duesberg (1902–1944), Benediktiner, NS-Opfer

## Bildergalerie

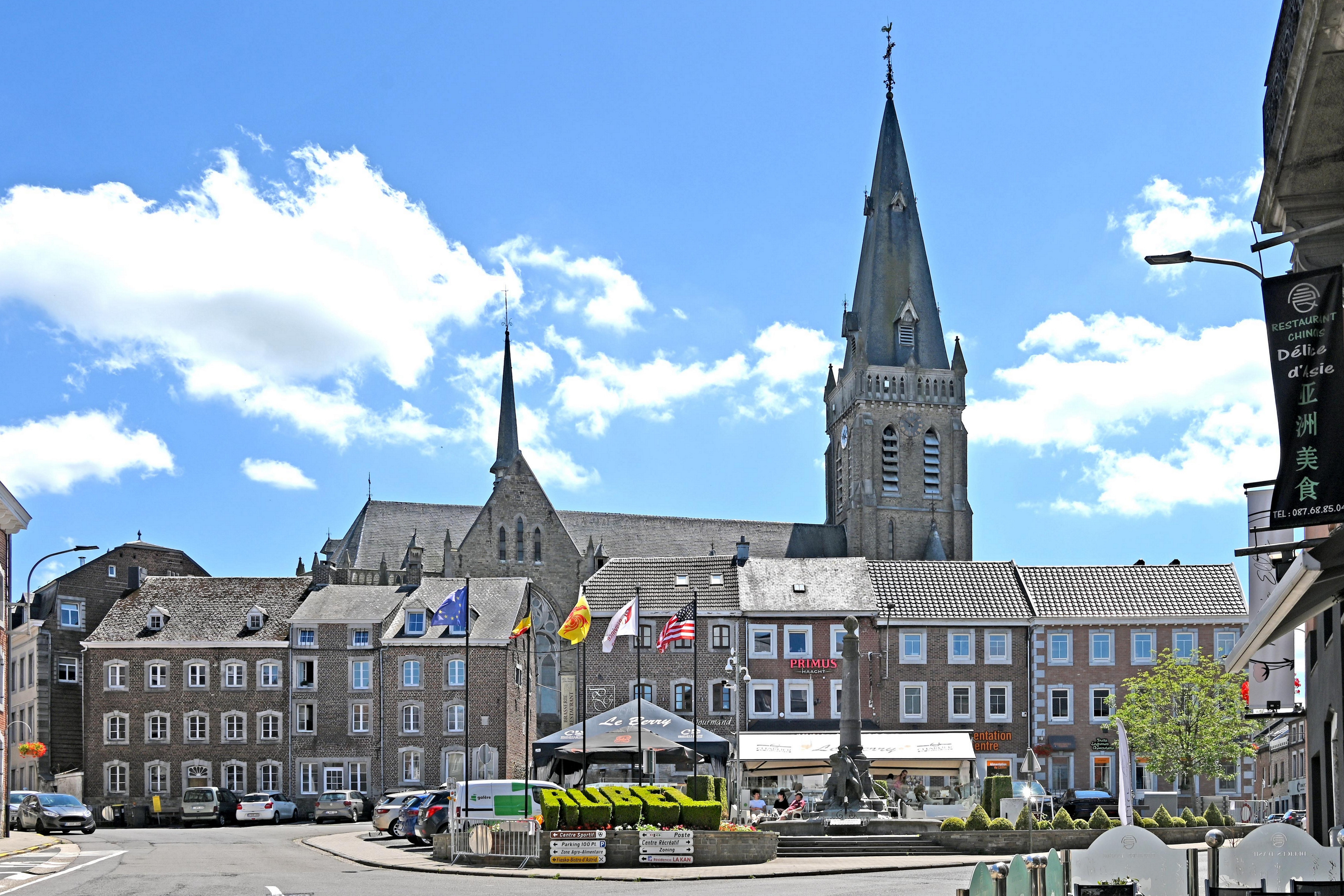
Aubel, Zentrum
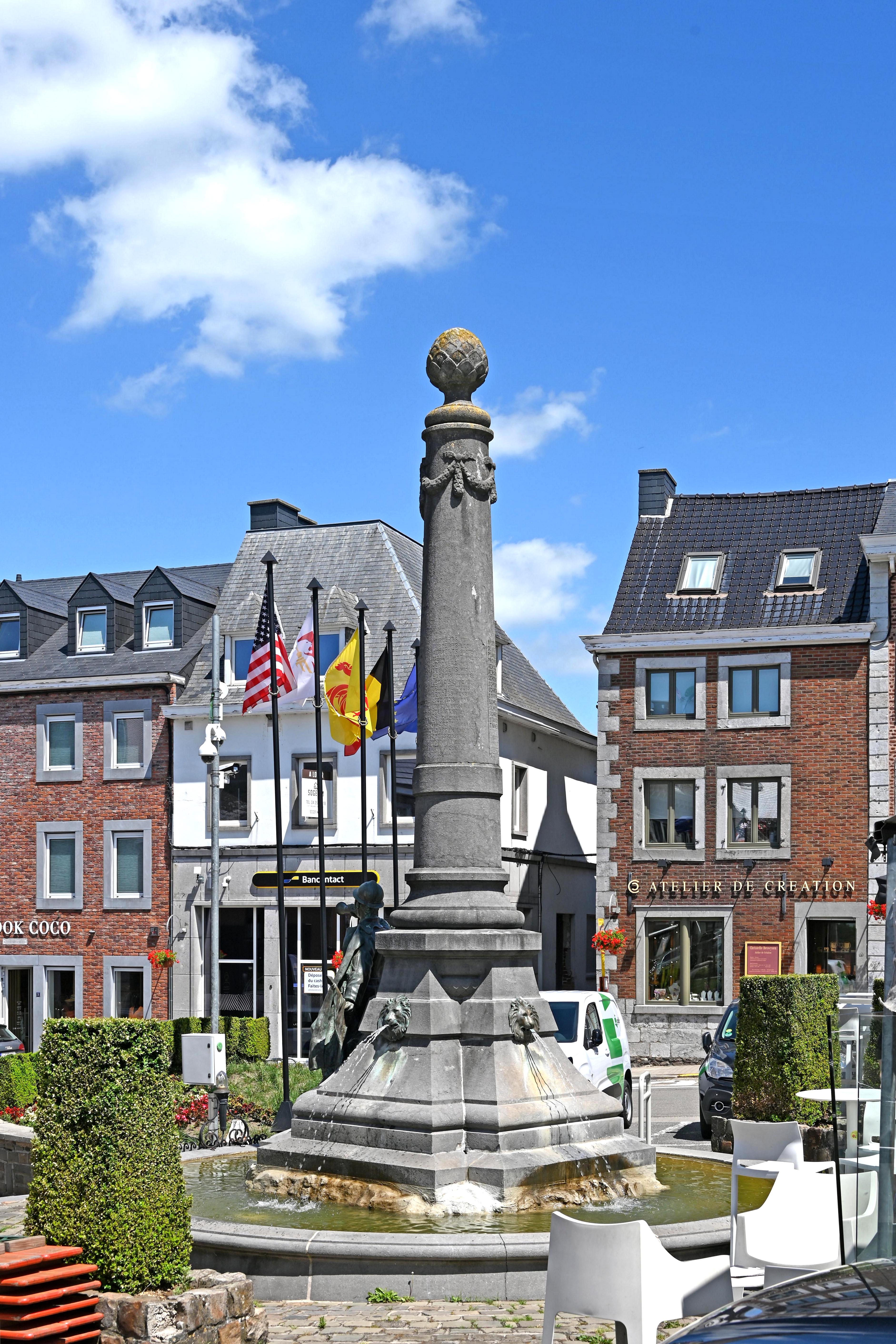
Denkmal
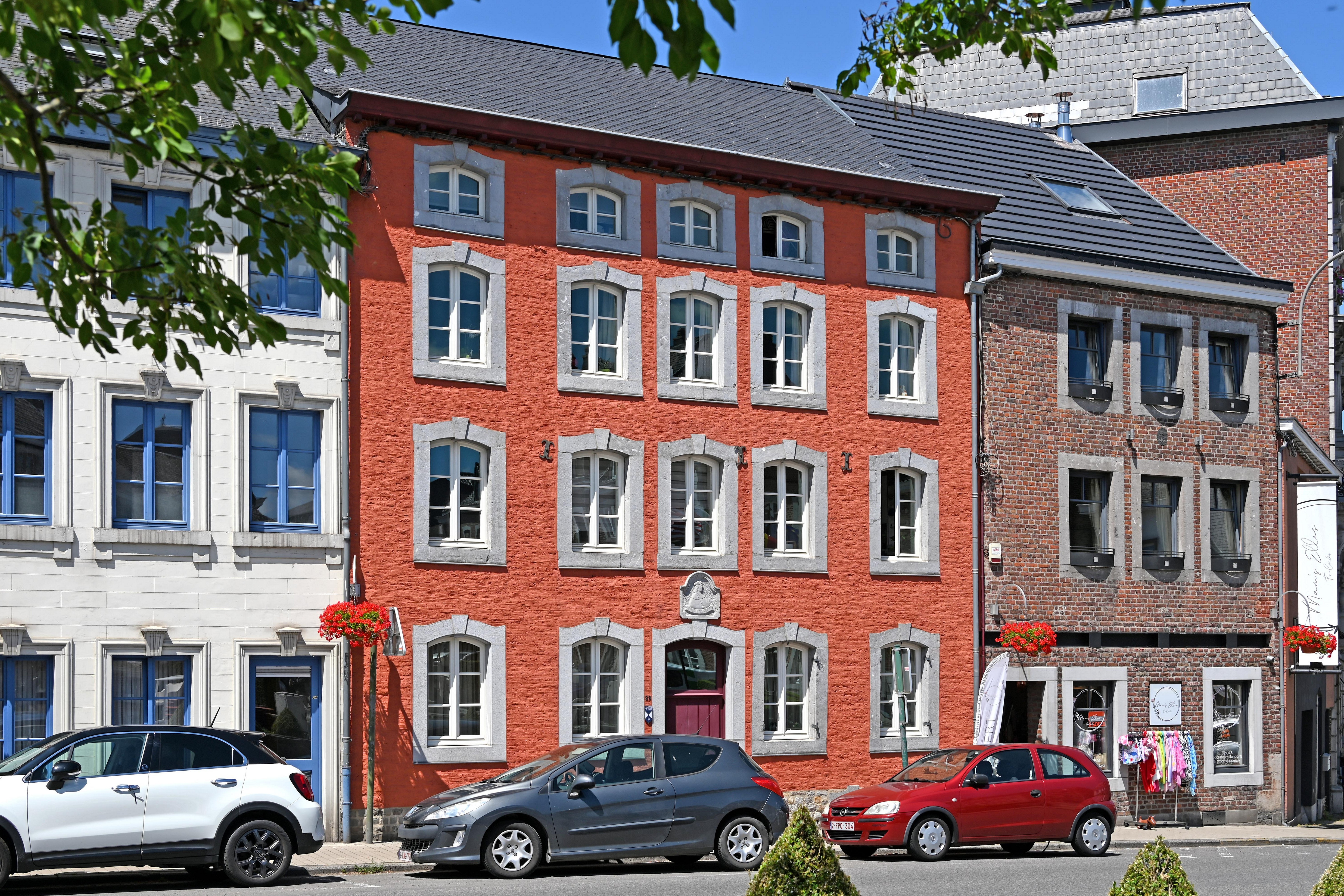
“Maison A l'Empereur” (Kaiserhaus)
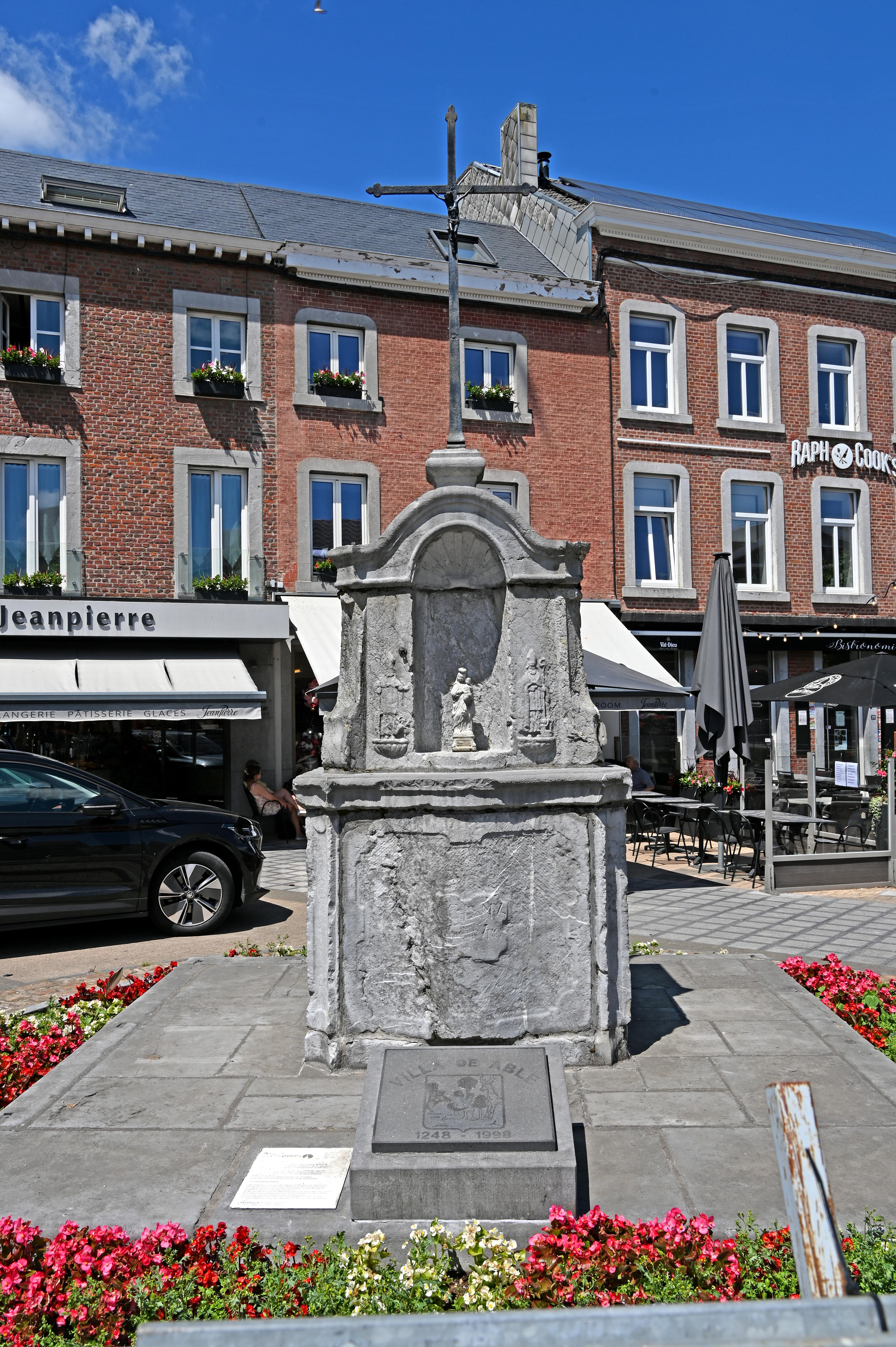
Platz Nicolaï
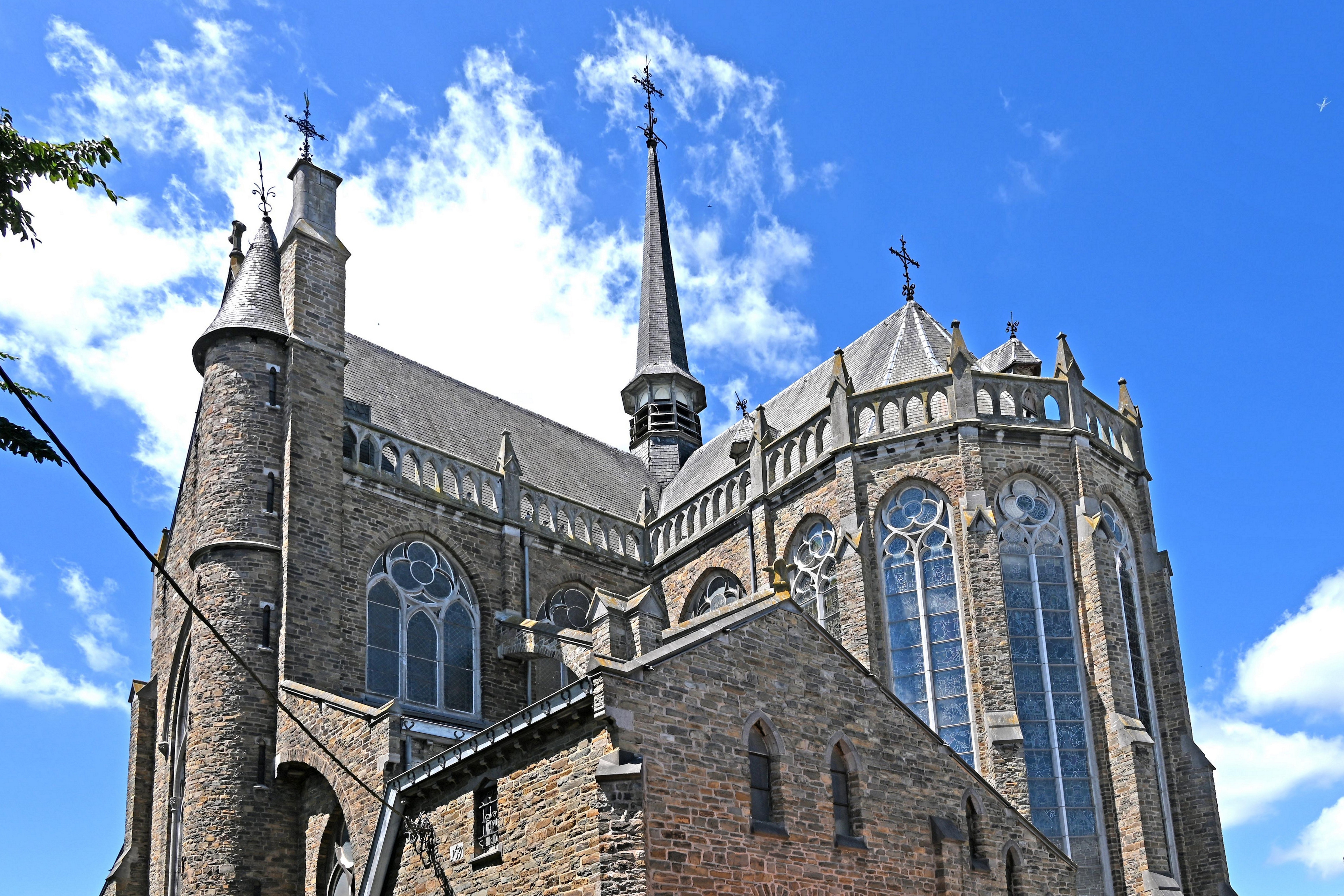
St. Hubertus
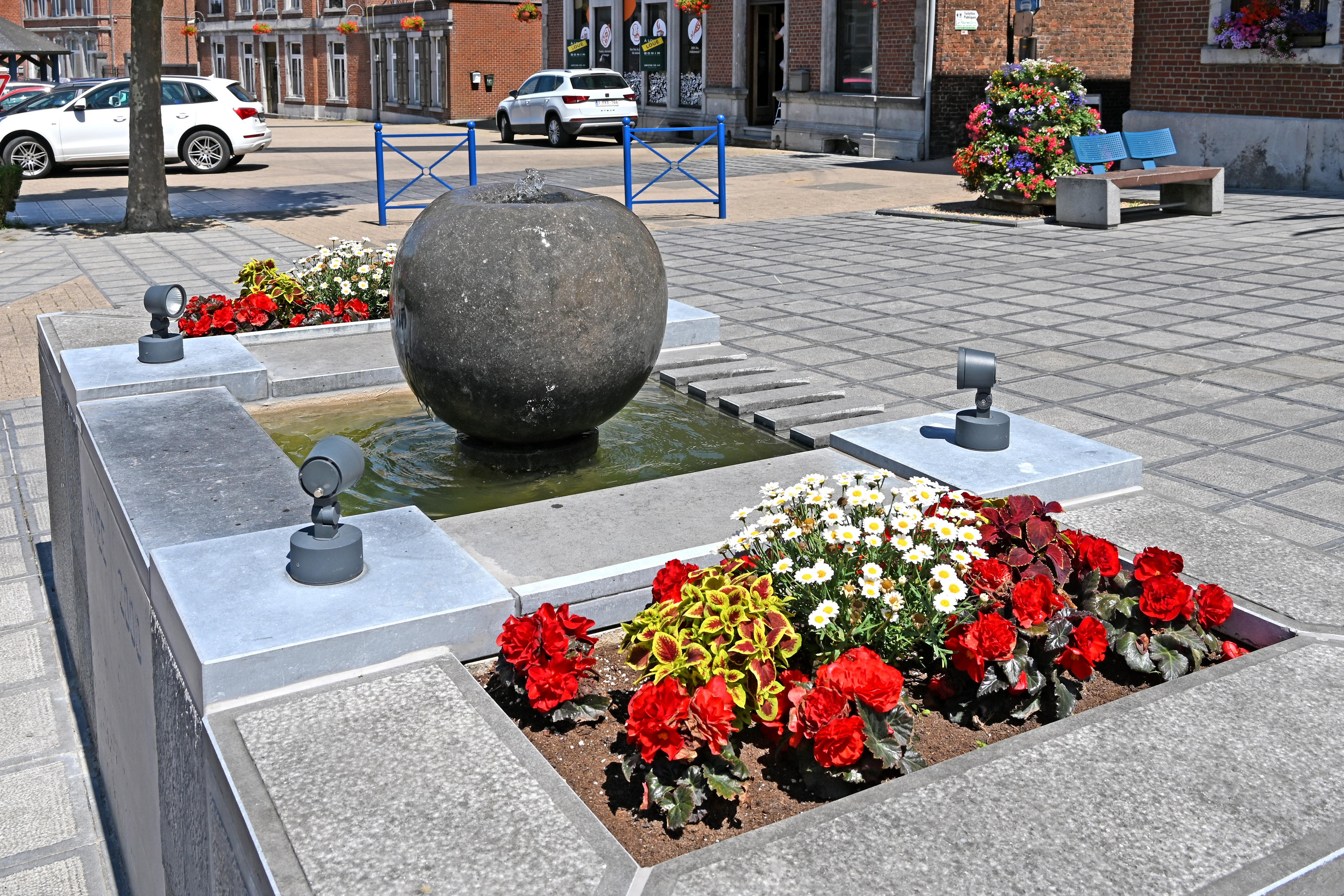
Brunnen
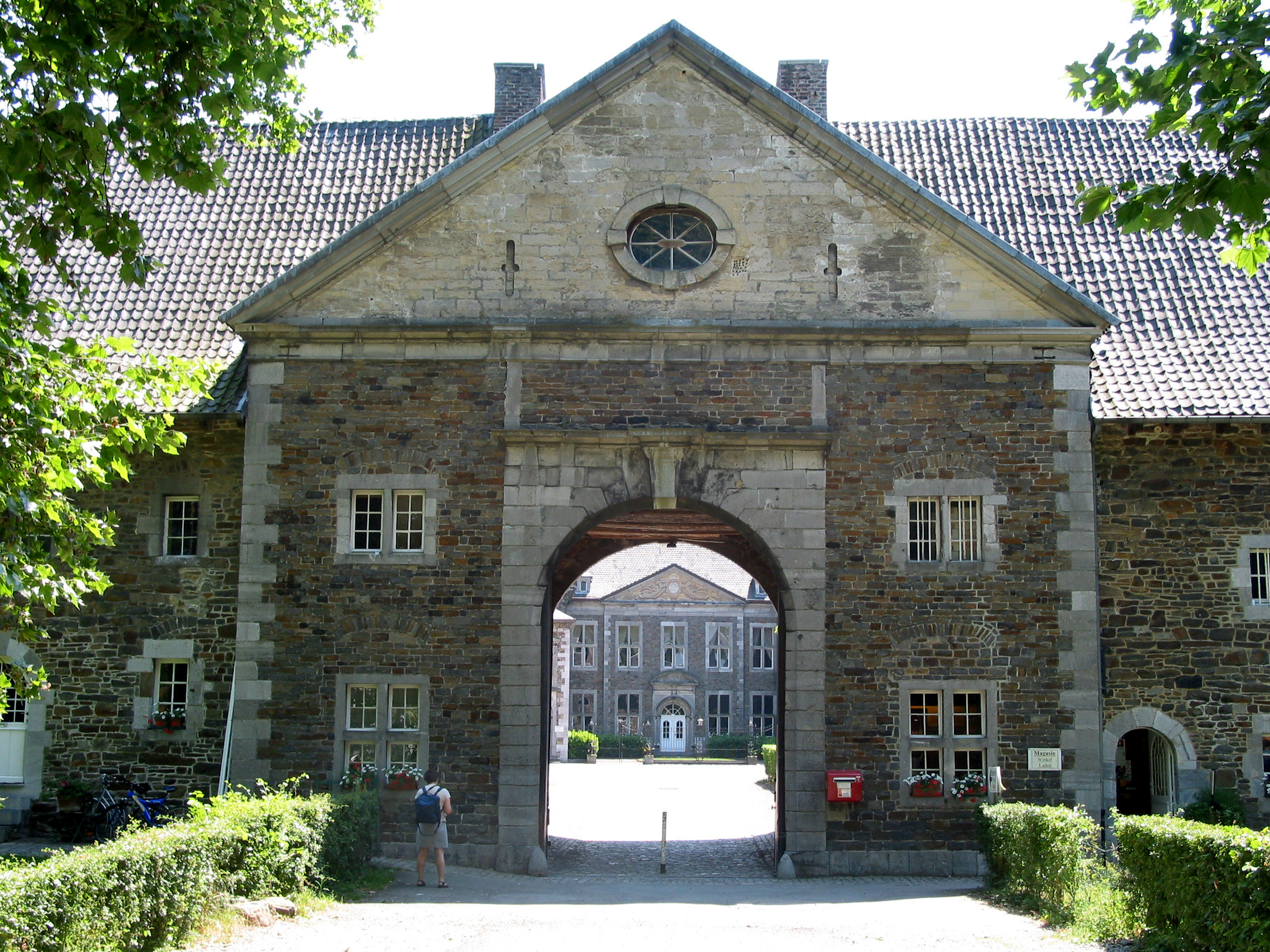
Torhaus Kloster Val-Dieu
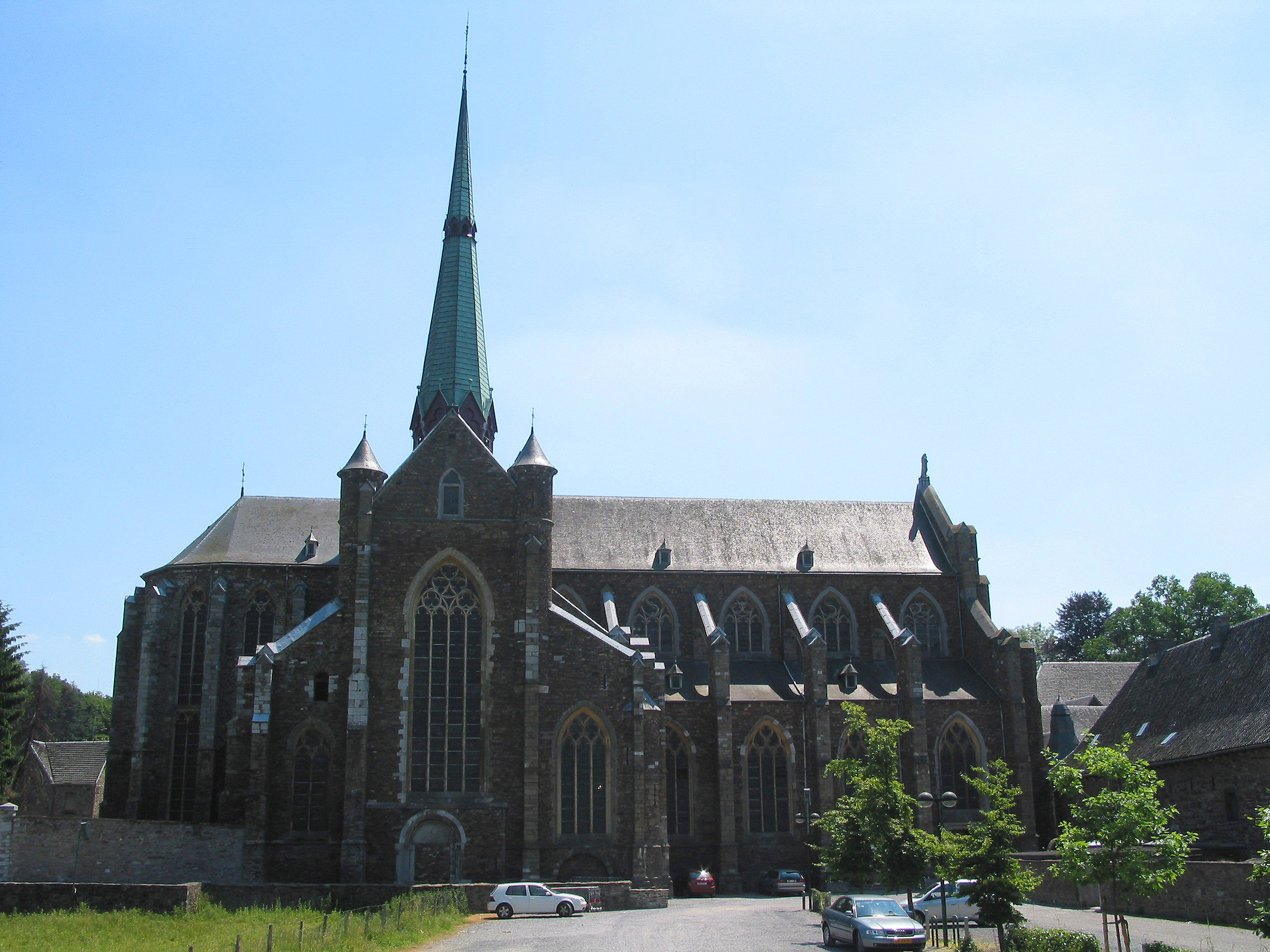
Kirche der Abtei Val-Dieu
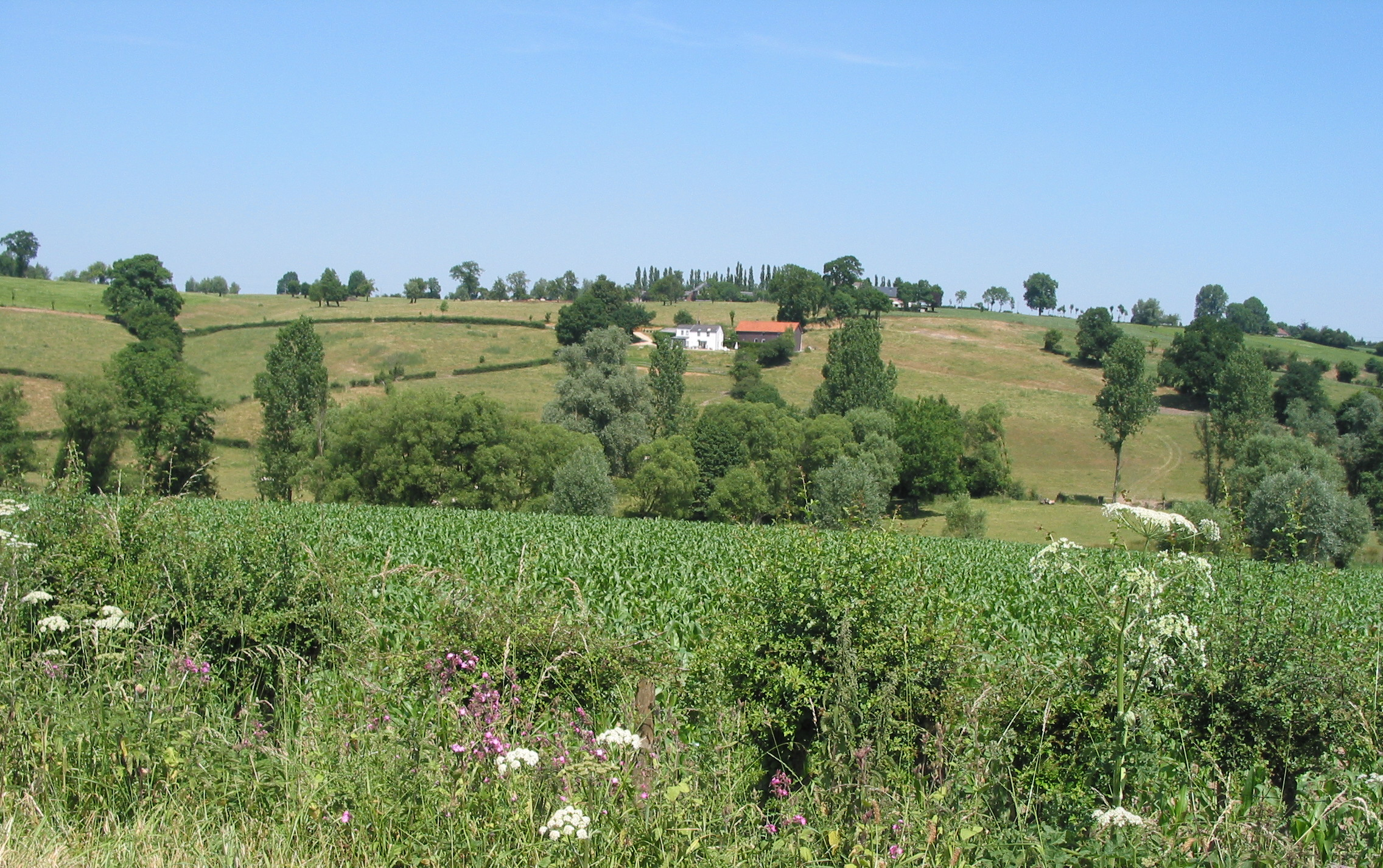
Aubel und seine Umgebung